# إسارس (باد كاليه)
إسارس، باد كاليه (بالفرنسية: Essars) هي بلدية تقع في إقليم باد كاليه من منطقة نور با دو كاليه في شمال فرنسا. تبلغ مساحة هذه المدينة 3.72 (كم²)، وترتفع عن سطح البحر 21 م، يبلغ عدد سكانها 1732 نسمة حسب إحصاء المعهد الوطني للإحصاء والدراسات الاقتصادية سنة 2009 م. وترأس Gérard Malbranque البلدية خلال فترة (2008-2014).